# «Алиса» с косой чёлкой
«„Алиса“ с косой чёлкой» — опубликованная в газете «Смена» от 22 ноября 1987 года статья ленинградского журналиста Виктора Кокосова, содержащая критический отзыв о рок-группе «Алиса» и её лидере Константине Кинчеве в связи с их концертом 17 ноября того же года во Дворце спорта «Юбилейный».
Статья послужила началом т. н. «делу Кинчева», в ходе которого музыкант был обвинён в совершении преступления, предусмотренного частью 2 статьи 206 УК РСФСР («Злостное хулиганство»).

## Предыстория
Все обстоятельства появления статьи не известны до сих пор. Считается, что статья могла появиться по заданию партийных или комсомольских органов Ленинграда, чтобы скомпрометировать в глазах молодёжи Кинчева как лидера тогдашнего рок-движения в СССР.
Однако, по словам писателя Виктора Югина, бывшего в 1987 г. редактором газеты «Смена», публикация статьи была «подставой» со стороны Кокосова: он сам захотел побывать на концерте рок-группы и написать про это репортаж; когда статья была готова, Югин поверил Кокосову и не стал перепроверять изложенные в ней сведения. По утверждению Югина, каких-либо заказов на очернение Кинчева — ни со стороны КГБ, ни со стороны ВЛКСМ — редакция не получала. При этом многие бывшие коллеги Кокосова по газете утверждают, что репортаж он делал всё-таки по заданию главного редактора, а возможный заказ мог идти со стороны Ленинградского обкома комсомола.
Сам Виктор Кокосов (ныне — писатель) утверждает, что заголовок к статье придуман не им, а статья, прежде чем быть опубликованной, проходила цензуру. «…Тогда я был всего лишь наблюдателем. Был бы поумнее, уклонился бы от этого репортажа или сопровождал бы все утверждения вводными словами: „по словам такого-то“, „как жаловались те-то“. Вообще я дурак, что вляпался в эту историю».

## Содержание статьи
Журналист Кокосов описывает свои впечатления от посещения концерта «Алисы».
Согласно его описанию, молодёжь, которая не смогла попасть на концерт по причине отсутствия билетов, пыталась прорваться в спорткомплекс, где проходило выступление рок-группы, при этом бросалась в милиционеров кусками льда и комьями снега, разбила несколько зеркал и мегафонов. По мнению журналиста, такой пример подал своим поклонникам сам Кинчев: приехав во Дворец спорта вместе с женой, он, когда возникла задержка на входе во Дворец, обругал сотрудников милиции нецензурной бранью и двоих из них ударил по лицу.

Тогда я ещё не знал, что дурной пример поклонникам подал как раз один из тех самых кумиров — Константин Евгеньевич Панфилов, выступающий на эстраде под именем Кинчев. Он приехал на концерт вместе с женой. И пока сотрудники милиции, не знавшие как поступить — откуда они могли знать семейную чету в лицо? — советовались с начальством, Кинчев «решил вопрос» по-своему. Кулаками. Но это я узнал спустя несколько часов спустя, читая ворох рапортов в дежурной части Петроградского РУВД…— Из статьи В. Кокосова, .
Не понравилась журналисту и обстановка на самом концерте: сломанные заграждения, громкая музыка, «толпа человек в пятьсот»; часть поклонников «Алисы», по свидетельству Кокосова, находилась в состоянии алкогольного и наркотического опьянения, многие были задержаны милицией и оперотрядовцами.

В холле заметил оперотрядовцев. Они вели в пикет трёх нетвердо державшихся на ногах девушек. Пьяных или обалдевших — «поймавших кайф» по громогласному совету Кинчева, сказать было сложно.— Из статьи В. Кокосова, .
Но самым возмутительным, по мнению автора статьи, было то, что Кинчев, исполняя песни, попутно занимался «пропагандой неонацизма и оскорблением сотрудников милиции».

Оставалось воспользоваться рапортами бойцов ОКОД начальнику Петроградского РУВД полковнику милиции В. Ф. Екименкову: "… в 21 час 15 минут на концерте группы «Алиса» в ДС «Юбилейный» солист группы объявил следующую песню таким образом: «Песня посвящается иностранцам, которые присутствуют на этом концерте, „ментам“ и прочим гадам». Первые слова песни звучали следующим образом: «Хайль Гитлер… на том берегу…», что является открытой пропагандой неонацизма и оскорблением сотрудников милиции". Это рапорт оперотрядовца А. Масленникова. Аналогичные по содержанию написали члены ОКОД Д. Марченко, В. Москвин, Е. Бекетов, С. Данилов, А. Беркман.— Из статьи В. Кокосова, .
Завершалась статья довольно пафосно:

В нашей стране есть непоколебимые святыни, надругаться над которыми не дозволено никому. Одна из них — память о войне. И этим всё сказано, Кинчев. Остаётся задать вопрос руководителям Ленконцерта: кто утверждал программу выступления «Алисы»? И ещё, как случилось, что хулиганствующая группа получила в своё распоряжение одну из лучших концертных площадок Ленинграда?— Из статьи В. Кокосова, .

## Последующие события
Кинчев и люди из его окружения утверждали, что статья не основана на действительности. Так, согласно их позиции, Кинчев не занимался рукоприкладством в отношении сотрудников милиции, а в потасовке, возникшей по халатности милиции на входе во Дворец, защищал свою беременную жену Анну Голубеву, на которую замахнулся милиционер; также во время выступления Кинчев не произносил фразы «Хайль Гитлер на том берегу», а слово «хайль» могло послышаться в песне «Эй ты, там, на том берегу…», поскольку в некоторых случаях Кинчев вместо «эй» пел «хей»; наконец, весь репертуар, исполняемый в тот вечер «Алисой», был утверждён художественным советом, в который входили представители партийно-комсомольских органов и городских властей, ввиду чего в репертуаре заведомо не могло быть ничего антисоветского.
В отношении Кинчева было возбуждено уголовное дело по статье о злостном хулиганстве. Кинчев, в свою очередь, подал в суд иск к редакции «Смены» об опровержении сведений, изложенных в статье Кокосова. 11 июля 1988 года состоялось судебное заседание по иску Кинчева, где было исследовано заключение экспертизы в отношении аудиозаписи выступления певца 17 ноября 1987 г., подтверждавшее, что слов «хайль Гитлер» Кинчев не произносил. 24 сентября того же года в газете «Смена» было опубликовано опровержение статьи Кокосова следующего содержания: «Мы обещали читателям сообщить о результатах экспертизы магнитофонной записи концерта рок-группы «Алиса», состоявшегося 17 ноября 1987 года. Полученные данные позволяют сделать вывод, что слов «Хайль Гитлер» на ней нет. Редакция приносит извинения Константину Кинчеву, рок-группе и читателям за допущенную ошибку. Автор материала «„Алиса“ с косой челкой» В. Кокосов строго наказан». Уголовное дело в отношении Кинчева к концу 1988 года также было прекращено с передачей музыканта «на поруки» Ленинградскому рок-клубу.
Однако, несмотря на относительно благополучное завершение дела для Кинчева, тема статьи Кокосова позднее неоднократно всплывала в творческой биографии певца. В 1994 году «Алиса» выпускает альбом под названием «Ст. 206 ч. 2», являющимся прямым намёком на привлечение Кинчева к ответственности по статье о злостном хулиганстве.
13 октября 2007 года в ДК «Юбилейный» Кинчев и группа «Алиса» представили концертную программу, посвящённую 20-летию выхода статьи Кокосова, под названием «Алиса с косой чёлкой — 20 лет спустя». Кинчев постарался максимально воспроизвести на концерте атмосферу 20-летней давности: он был в том же костюме, что и тогда, и исполнял те же песни. Всем зрителям раздавались футболки с соответствующей символикой и специально отпечатанные экземпляры статьи Кокосова. Интересно, что в это же время состоялось заочное примирение Кокосова и Кинчева: Кинчев подписал журналисту его же статью (надпись была следующей: «Витя, всего тебе хорошего. Не болей, будь молодцом»), на что Кокосов ответил: «И ему не болеть тоже».
В 2013 года тема статьи снова стала актуальной в совершенно неожиданном контексте. В газете «Коммерсантъ» (санкт-петербургский выпуск) от 11 марта была опубликована заметка «Лунные песни с солнечной символикой» о прошедшем за несколько дней ранее концерте «Алисы». В публикации, в частности, утверждалось, что, перед тем как начать исполнение одной из песен, Кинчев произнёс в зал: «чумазые достали». Кинчев, недовольный как общей тональностью публикации, так и, в особенности, фразой про «чумазых» (по словам музыканта, такой фразы он на концерте не произносил, а сказал: «Чума всегда с нами!», имея в виду память об Игоре Чумычкине по прозвищу «Чума», умершем в 1993 году), потребовал от редакции опубликовать опровержение, грозя в противном случае обратиться в суд. Данный эпизод позволил некоторым СМИ провести аналогии с публикацией Кокосова и событиями 1987/88 годов.

## Мнения о статье
После своего выхода в свет статья получила противоречивые оценки. Так, вскоре после публикации Кокосова в «Смене» была напечатана подборка читательских отзывов на статью под заголовком «Дефицит ответственности»; в числе других в подборке приводилось письмо ряда деятелей советской культуры — Эдиты Пьехи, Давида Голощёкина, Бена Бенцианова, разделявших позицию Кокосова и обвинявших Кинчева в неуважении к зрителю, выразившемуся в «грубом, вызывающем поведении», а также в «отсутствии гражданской зрелости и политической культуры».
По мнению Анатолия Гуницкого, высказанному в том же 1987 г., статья написана «удручающе бездарно: стилистика протокола или подмётного письма. Кокосов описывает концерт в „Юбилейном“: инцидент на служебном входе изложен частично, о хамстве милиции ни слова, грубо вёл себя (разумеется!) только Кинчев; статья перенасыщена цитатами из показаний дружинников и милиционеров, а также очевидцев-доброхотов — все они, понятно, против Кинчева и „Алисы“».
Современные критики отмечают, что «…и двадцать лет спустя история о публикации Виктора Кокосова остаётся чем-то более значительным, чем банальный газетно-музыкальный скандал. В какой-то степени статья «„Алиса“ с косой чёлкой» вошла в историю петербургской журналистики и рок-музыки. Спустя двадцать лет она превратилась и в весьма интересный исторический документ, дающий представление о нравах и социальных настроениях ленинградского общества 1980-х годов».